# ريكس دي سيلفا
ريكس دي سيلفا هو عسكري سريلانكي، ولد في 1918 في كولمبو في سريلانكا، وتوفي في 18 أغسطس 2005.